# Kabinett Ramaphosa I
Das Kabinett Ramaphosa wurde am 26. Februar 2018 von Cyril Ramaphosa vorgestellt, der am 15. Februar 2018 zum Präsidenten der Republik Südafrika vereidigt worden war. Das Kabinett wurde am 27. Februar 2018 vereidigt. Ramaphosas Vizepräsident wurde David Mabuza.

## Kabinett
Dem Kabinett gehörten bei der Vereidigung die folgenden 35 Minister sowie der Präsident und der Vizepräsident an.
| Geschäftsbereich | Minister                 | Geschlecht | Partei | Austritt                 | Stellvertreter      |
| --- | ------------------------ | ---------- | ------ | ------------------------ | ------------------- |
| President (Präsident) | Cyril Ramaphosa          | m          | ANC    |                          | siehe nächste Zeile |
| Deputy President (Vizepräsident) | David Mabuza             | m          | ANC    |                          | entfällt            |
| Minister of Planning, Monitoring and Evaluation in the Presidency (Minister für Planung, Überwachung und Evaluierung beim Präsidenten) | Nkosazana Dlamini-Zuma   | w          | ANC    |                          |                     |
| Minister of Women in the Presidency (Minister für Frauen beim Präsidenten)                                                             | Bathabile Dlamini        | w          | ANC    |                          |                     |
| Minister of Agriculture, Forestry and Fisheries (Minister für Land- und Forstwirtschaft und Fischerei)                                 | Senzeni Zokwana          | w          | ANC    |                          | Sfiso Buthelezi     |
| Minister of Arts and Culture (Minister für Kunst und Kultur)                                                                           | Nathi Mthethwa           | m          | ANC    |                          |                     |
| Minister of Basic Education (Minister für Grundbildung)                                                                                | Angie Motshekga          | w          | ANC    |                          |                     |
| Minister of Communications (Minister für Kommunikation)                                                                                | Nomvula Mokonyane        | w          | ANC    |                          | Pinkie Kekana       |
| Minister of Cooperative Governance and Traditional Affairs (Minister für Kooperation und Traditionelle Angelegenheiten)                | Zweli Mkhize             | m          | ANC    |                          |                     |
| Minister of Defence and Military Veterans (Minister für Verteidigung und Veteranenangelegenheiten)                                     | Nosiviwe Mapisa-Nqakula  | w          | ANC    |                          |                     |
| Minister of Economic Development (Minister für Wirtschaftsentwicklung)                                                                 | Ebrahim Patel            | m          | SACP   |                          |                     |
| Minister of Energy (Minister für Energie)                                                                                              | Jeff Radebe              | m          | ANC    |                          |                     |
| Minister of Environmental Affairs (Minister für Umwelt)                                                                                | Edna Molewa              | w          | SACP   | 22. 9. 2018 (Tod)        |                     |
| Minister of Finance (Minister für Finanzen)                                                                                            | Nhlanhla Nene            | m          | ANC    | 9. 10. 2018 (Rücktritt)  | Mondli Gungubele    |
| Minister of Health (Minister für Gesundheit)                                                                                           | Aaron Motsoaledi         | m          | ANC    |                          |                     |
| Minister of Higher Education and Training (Minister für Höhere Bildung und Training)                                                   | Naledi Pandor            | w          | ANC    |                          |                     |
| Minister of Home Affairs (Minister für Innere Angelegenheiten)                                                                         | Malusi Gigaba            | m          | ANC    | 13. 11. 2018 (Rücktritt) |                     |
| Minister of Human Settlements (Minister für Menschliche Behausungen)                                                                   | Nomaindia Mfeketo        | w          | ANC    |                          |                     |
| Minister of International Relations and Cooperation (Minister für Internationale Angelegenheiten und Kooperation)                      | Lindiwe Sisulu           | w          | ANC    |                          | Regina Mhaule       |
| Minister of Justice and Correctional Services (Minister für Justiz und Strafvollzug)                                                   | Michael Masutha          | m          | ANC    |                          |                     |
| Minister of Labour (Minister für Arbeit)                                                                                               | Mildred Oliphant         | w          | ANC    |                          |                     |
| Minister of Mineral Resources (Minister für Bergbau)                                                                                   | Gwede Mantashe           | m          | ANC    |                          |                     |
| Minister of Police (Minister für Polizei)                                                                                              | Bheki Cele               | m          | ANC    |                          |                     |
| Minister of Public Enterprises (Minister für Staatsunternehmen)                                                                        | Pravin Gordhan           | m          | ANC    |                          |                     |
| Minister of Public Service and Administration (Minister für Öffentliche Dienstleistungen und Verwaltung)                               | Ayanda Dlodlo            | w          | ANC    |                          | Chana Pilane-Majake |
| Minister of Public Works (Minister für Öffentliche Arbeiten)                                                                           | Thulas Nxesi             | m          | ANC    |                          |                     |
| Minister of Rural Development and Land Reform (Minister für ländliche Entwicklung und Landreform)                                      | Maite Nkoana-Mashabane   | w          | ANC    |                          |                     |
| Minister of Science and Technology (Minister für Wissenschaft und Technologie)                                                         | Nkhensani Kubayi-Ngubane | w          | ANC    |                          |                     |
| Minister of Small Business Development (Minister zur Entwicklung von Kleinunternehmen)                                                 | Lindiwe Zulu             | w          | ANC    |                          | Cassel Mathale      |
| Minister of Social Development (Minister für soziale Entwicklung)                                                                      | Susan Shabangu           | w          | ANC    |                          |                     |
| Minister of Sports and Recreation (Minister für Sport und Unterhaltung)                                                                | Tokozile Xasa            | w          | ANC    |                          |                     |
| Minister of State Security (Minister für Staatssicherheit)                                                                             | Dipuo Letsatsi-Duba      | w          | ANC    |                          |                     |
| Minister of Telecommunications and Postal Services (Minister für Telekommunikation und Post)                                           | Siyabonga Cwele          | m          | ANC    |                          |                     |
| Minister of Tourism (Minister für Tourismus)                                                                                           | Derek Hanekom            | m          | ANC    |                          |                     |
| Minister of Trade and Industry (Minister für Handel und Industrie)                                                                     | Rob Davies               | m          | SACP   |                          |                     |
| Minister of Transport (Minister für Verkehr)                                                                                           | Blade Nzimande           | m          | ANC    |                          |                     |
| Minister of Water and Sanitation (Minister für Wasser und Sanitäres)                                                                   | Gugile Nkwinti           | m          | ANC    |                          |                     |

## Kabinettsumbildungen
- Am 9. Oktober 2018 trat Finanzminister Nhlanhla Nene zurück. Er wurde am selben Tag durch Tito Mboweni (ANC), ehemals Arbeitsminister im Kabinett Mandela und Gouverneur der Reserve Bank, ersetzt.
- Am 13. November 2018 trat Innenminister Malusi Gigaba zurück. Am selben Tag übernahm Verkehrsminister Blade Nzimande dieses Amt vorübergehend.
- Am 22. November 2018 wurde Siyabonga Cwele neuer Innenminister; Nomvula Mokonyane übernahm das vakante Umweltministerium.
- Am selben Tag wurde das Ministerium für Telekommunikation und Postwesen mit dem Ministerium für Kommunikation zum Ministerium für Kommunikation, Telekommunikation und Postwesen zusammengefügt; Ministerin wurde Stella Ndabeni-Abrahams.